# Zorile, Giurgiu
Zorile (în trecut, Fălcoianca) este un sat în comuna Grădinari din județul Giurgiu, Muntenia, România.